# Калон Рикуар
Калон Рикуар (фр. Calonne-Ricouart) насеље је и општина у североисточној Француској у региону Север-Па д Кале, у департману Па де Кале која припада префектури Béthune.
По подацима из 2011. године у општини је живело 5643 становника, а густина насељености је износила 1224,08 становника/km². Општина се простире на површини од 4,61 km². Налази се на средњој надморској висини од 65 метара (максималној 114 m, а минималној 41 m).

## Демографија
| 1962. | 1968. | 1975. | 1982. | 1990. | 1999. | 2011. |
| ----- | ----- | ----- | ----- | ----- | ----- | ----- |
| 9.323 | 9.954 | 8.534 | 7.545 | 6.585 | 5.989 | 5.643 |

График промене броја становника у току последњих година